# Georgia Dagaki
Georgia Dagaki (griechisch Γεωργία Νταγάκη, * 1982 in Athen) ist eine griechische Sängerin.
Mit 12 Jahren begann sie, Unterricht am Klavier und im Spiel der kretischen Lyra zu nehmen. Sie besuchte das Musikgymnasium in Ilio, studierte Klavier, Musiktheorie und Gesang am Nationalen Konservatorium in Peristeri und erlangte einen Abschluss in zeitgenössischem Gesang am Nationalen Konservatorium in Athen.
Im Alter von 16 Jahren trat Dagaki erstmals mit der kretischen Lyra vor Publikum auf. In den folgenden Jahren war sie auf mehreren Festivals in Kreta zu sehen.
Ende 2004 war sie bei einem Auftritt von Eric Burdon & The Animals in Griechenland zu Gast. Im Oktober 2005 erschien der Auftritt auf der CD/DVD „Athens Traffic Live“. Bekannt wurde sie jedoch erst, als sie im Juni 2009 offiziell zu Burdons Band stieß. Im Juli folgte ihr Debüt-Album „Secret Love“, veröffentlicht vom Weltmusik-Label 'Network Medien'. Neben Eric Burdon spielte sie unter anderem zusammen mit den Musikern Nikos Xydakis und Goran Bregović. Im Oktober 2014 erschien ihr Album „Phobie“ beim Berliner Label Monopol. Im Anschluss ging Dagaki auf Deutschland-Tournee. Sie verbindet traditionelle Lyra-Musik mit Rock und Jazz.